# Joan Carandell i Marimón
Joan Carandell i Marimón (Barcelona, 27 de març de 1901 - Sant Pere de Ribes, 2 de gener de 1988) fou un home autodidacte i multidisciplinari, ja que va ser advocat, economista, home de negocis, bibliòfil vocacional i més endavant, en arribar a la seva edat madura, un conegut escriptor de novel·les que signava amb el pseudònim Llorenç Sant Marc.
Fill de Joaquim Carandell i Paretas i de Francisca Marimón, els Carandell eren descendents d'una saga d'artesans que van emigrar a Barcelona l'any 1900 des de Bàscara (Alt Empordà). D'altra banda, els Marimón procedien de Calabuig i es dedicaven a la fabricació de totxos.

## Infància i joventut[calcitació]
Joan Carandell i Marimón va ser un home emprenedor des de la seva infància. Segons explica ell mateix en una entrevista de La Vanguardia del 20 de setembre de 1987: "nací en Barcelona en 1901. En casa, para celebrarlo, no había más que una gaseosa y seis reales. A los siete años comencé a ir a la escuela del Señor Martorell, pero tenía sólo diez cuando ya me puse a trabajar como ayudante en el escritorio de una fábrica de uniformes militares. Mi formación fue autodidacta; en casa no había libros pero me los compraba...". Efectivament, va néixer a Barcelona el 27 de març de 1901, fill de Joaquim Carandell, de Figueres, i de Francesca Marimón, de Barcelona.
Quan va tenir 15 anys ja es va establir pel seu compte. Havia començat la Gran Guerra i segons diu ell mateix... me dediqué a comprar y a vender de todo, porque en aquella época en Europa faltaba todo y todo se aprovechaba. Aquesta empresa va ser molt lucrativa però el bloqueig d'Amèrica l'obligà a canviar de negoci. Va passar a vendre llenya i serradures als vaixells que atracaven al Port de Barcelona.
En acabar la I Guerra Mundial va començar els estudis comercials a la Escuela de Funcionarios de Administración Local, fundada per Enric Prat de la Riba i que regentava Pi i Sunyer i Isidre Lloret. Alhora va simultaniejar els estudis amb el treball de comentarista econòmic en diaris com La Nau, Diario de Barcelona i El Noticiero Universal. També començà a fer la carrera de Dret.
El 1927 ja formava part de la Sociedad de Estudios Económicos, que tenia la seu en l'edifici del Fomento de Trabajo Nacional i que va presidir el 1931.
L'any 1927 es va casar amb Josefina Robusté i Rosés. Junts van fomentar en els seus set fills (Lluís, Assumpció, Josep Maria, Teresa, Mercè, Joan i Cristian) l'interès per la cultura de forma àmplia, en totes les seves vessants. La casa del matrimoni va estar sempre plena de tota mena d'intel·lectuals, escriptors, pintors, polítics, músics, sovint persones que vivien gairebé en la clandestinitat en plena dictadura.
Durant la Guerra Civil espanyola es va relacionar per motius personals i professionals amb la Família Rothschild, una família de banquers molt important, amb l'exprimer ministre de França René Mayer, i amb intel·lectuals del moment com Eugeni d'Ors, el jurista i advocat Joaquín Ruiz-Giménez Cortés i el diplomàtic i home de lletres de Reus, Eduard Toda i Güell, entre molts altres.

## Maduresa[calcitació]
Després de la Guerra Civil, la família va tornar a Barcelona on l'economista va treball com a advocat especialitzat en Dret mercantil. Va ser nomenat president de l'Institut d'Estudis Hispànics de Barcelona i treballa en negocis d'importació i exportació desenvolupant la seva activitat en llocs de responsabilitat de la Banca Tusquets.
Com que el pis que havien tingut a la Diagonal havia quedat malmès en un bombardeig, en Joan Carandell va comprar un pis al carrer de Provença de Barcelona. L'edifici constava de dues plantes, un entresòl i el semisoterrani. Aquí s'anaven recollint els documents del seu projecte de biblioteca i on es crearia la Biblioteca Econòmica Carandell.
Quan va deixar d'exercir la seva professió, en Joan Carandell va començar a escriure novel·les amb el pseudònim Llorenç Sant Marc. Actualment es pot trobar tota la seva obra literària digitalitzada al web de la Institució de les Lletres Catalanes del Departament de Cultura de la Generalitat de Catalunya.
L'any 1982 va rebre el Premi Víctor Català amb l'obra Quaranta històries.
Va morir el 2 de gener de 1988.